# Arenque

Arenques vivem em grandes cardumes.

Arenques são pequenos peixes gordurosos (a gordura está dispersa por toda a carne e pele) do género Clupea encontrados nas águas temperadas e rasas do Atlântico Norte, do Mar Báltico e do Pacífico Norte.
Há 3 espécies de género Clupea, a mais abundante é a do arenque do Atlântico, Clupea harengus. Os arenques se deslocam em grandes cardumes, chegando na primavera às costas da Europa e da América do Norte onde eles são capturados, salgados e defumados em grandes quantidades. As latas de "sardinhas" vendidas em supermercados podem, na verdade, ser de espécies de arenques pequenos.
Nos Países Baixos, o arenque tem desempenhado um papel importante no desenvolvimento econômico e histórico do país desde antes do século XIV.

## Morfologia
Quase todas as 200 espécies na família Clupeidae compartilham de características semelhantes. Eles são peixes de cor prateada que têm uma única barbatana dorsal. Ao contrário da maioria dos outros peixes, eles têm barbatanas dorsais macias sem espinhos, entretanto algumas espécies apresentam escamas que formam uma quilha dentada. Eles não possuem linha lateral e têm o maxilar inferior proeminente. Seu tamanho varia de espécie para espécie: o arenque do Báltico é pequeno, geralmente mede cerca de 14 a 18 centímetros de comprimento, o arenque do Atlântico pode atingir até aproximadamente 46 centímetros e pesar cerca de 700 gramas, o arenque do Pacífico chega a cerca de 38 centímetros.

## Predadores
Dentre os predadores de arenques adultos estão: as aves marinhas, os golfinhos, os marsuínos, as focas, os leões-marinhos, as baleias e os seres humanos. Os grandes peixes, como o tubarão, o cação, o atum, o bacalhau, o salmão, o linguado gigante e outros grandes peixes também se alimentam do arenque adulto. Muitos desses organismos também atacam arenques juvenis.

## Hábitos alimentares
Os arenques juvenis se alimentam de fitoplânctons e quando adultos começam a se alimentar de organismos maiores. O arenque adulto alimenta-se de zooplânctons, minúsculos animais que são encontrados na superfície das águas oceânicas e de pequenos peixes e larvas de peixes. Os copépodos e outros minúsculos crustáceos são os zooplânctons mais comuns que servem de alimento para os arenques. Durante o período de luz do dia os arenques procuram o refúgio seguro das águas profundas, vindo para se alimentar na superfície apenas à noite quando há uma chance menor de predação. Eles nadam juntos com suas bocas abertas, filtrando o plâncton da água que passa por suas brânquias.

## Economia

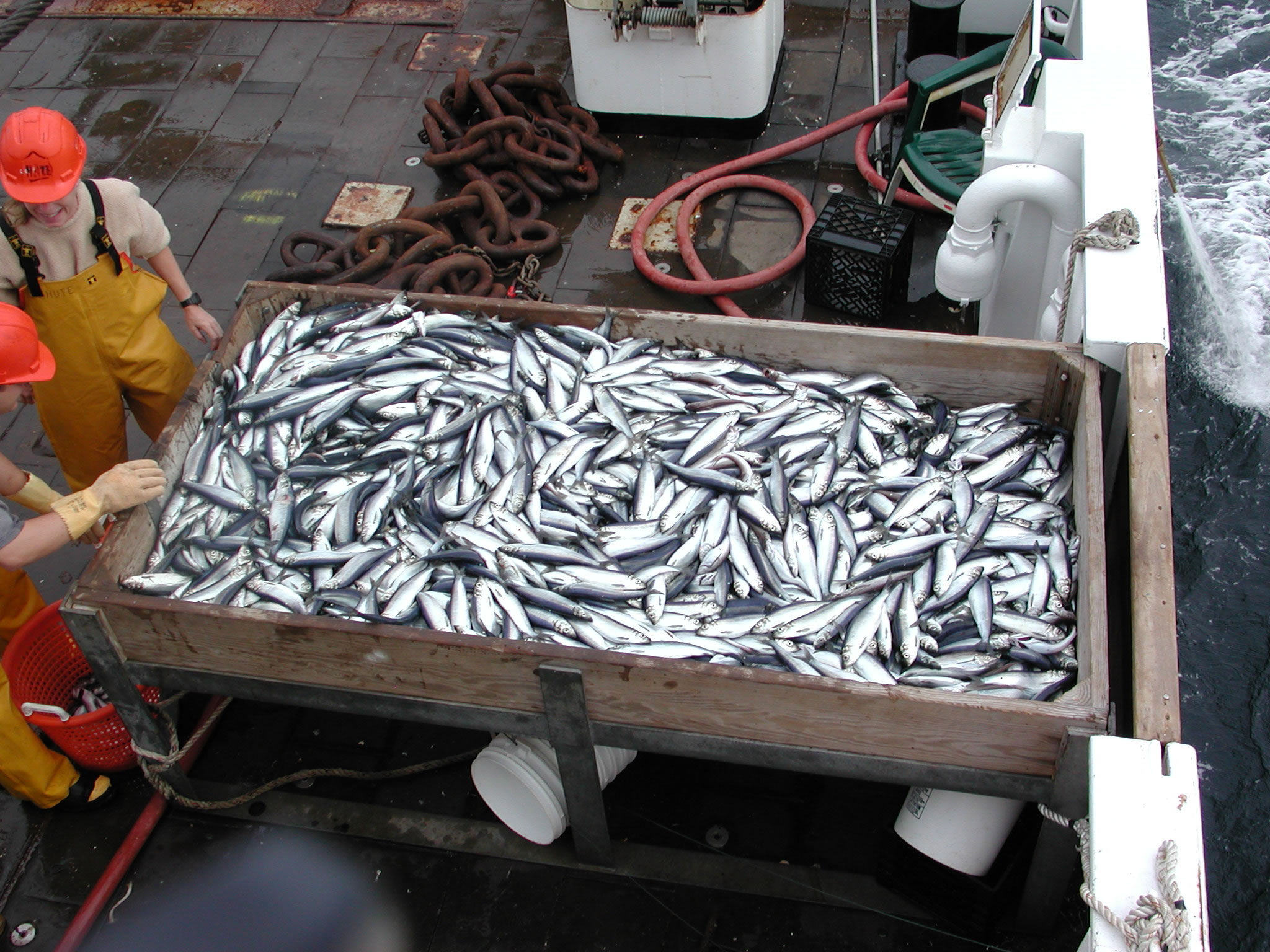
A pesca comercial do arenque.

O arenque é um importante produto comercial. Os peixes adultos são apreciados por sua carne e ovos. No sudeste do Alasca o arenque é vendido como isca para peixes. O Órgão de Defesa Ambiental dos Estados Unidos da América sugere o arenque do Atlântico (Clupea harengus) como a melhor escolha ecológica para a alimentação.

### Culinária
O arenque é conhecido como fonte alimentar desde 3000 a.C. Há diferentes modos de se servir o peixe e uma infinidade de receitas regionais: servido cru, fermentado, em conserva, ou desidratado por outras técnicas. O peixe era às vezes conhecido como bife de dois olhos.

#### Nutrição
O arenque é muito rico em ácidos graxos ômega 3, ácido eicosapentaenoico e ácido docosa-hexaenoico.  Ele é fonte de vitamina D. Ele tem também baixa taxa de toxinas bifenilpoliclorados, dioxinas e mercúrio.
O arenque do Báltico excede ligeiramente os limites recomendados em relação à dioxina. Contudo, os benefícios à saúde provenientes dos ácidos graxos são mais importantes que o risco teórico da dioxina.

#### Arenque em conserva

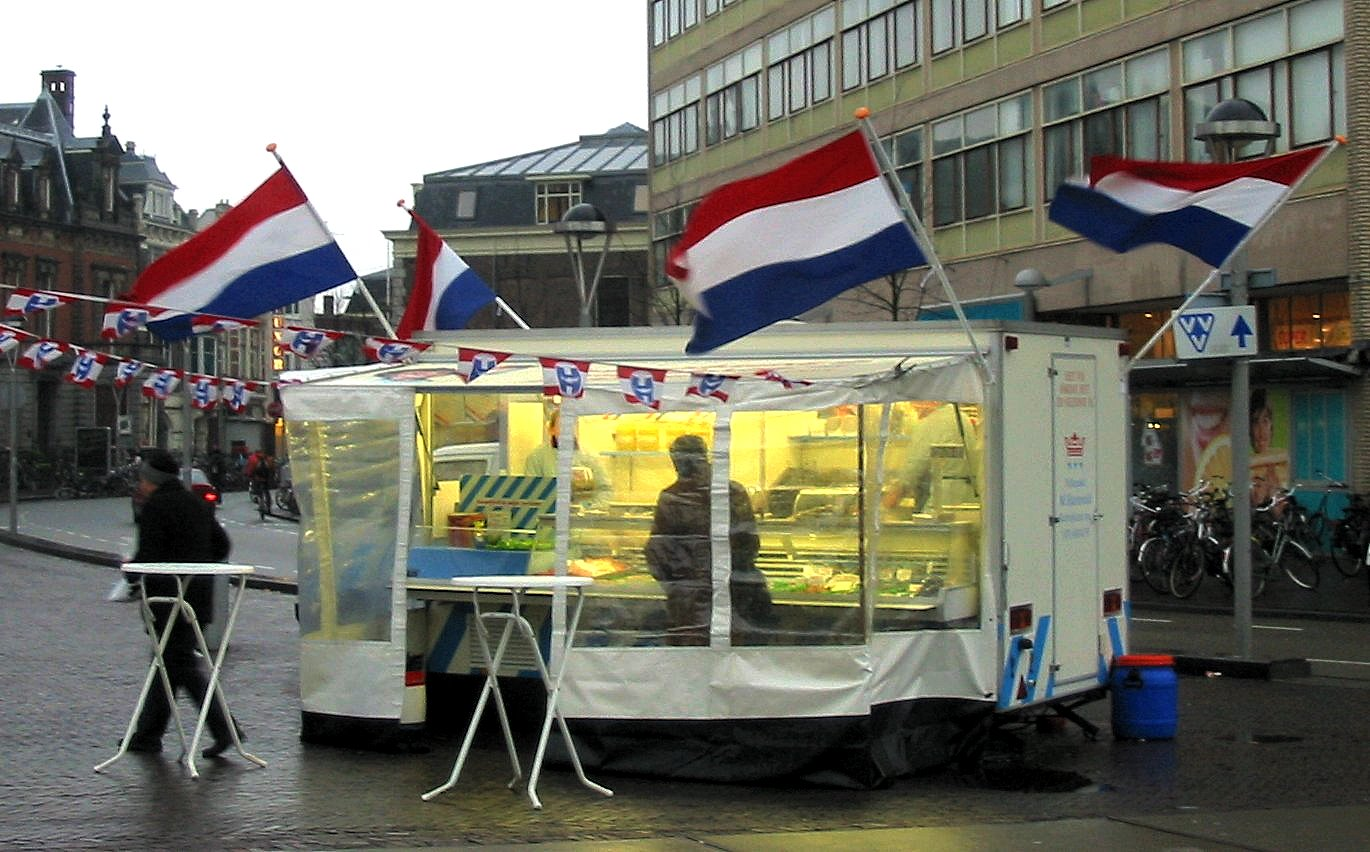
Barraca de venda de arenque nas ruas dos Países Baixos.

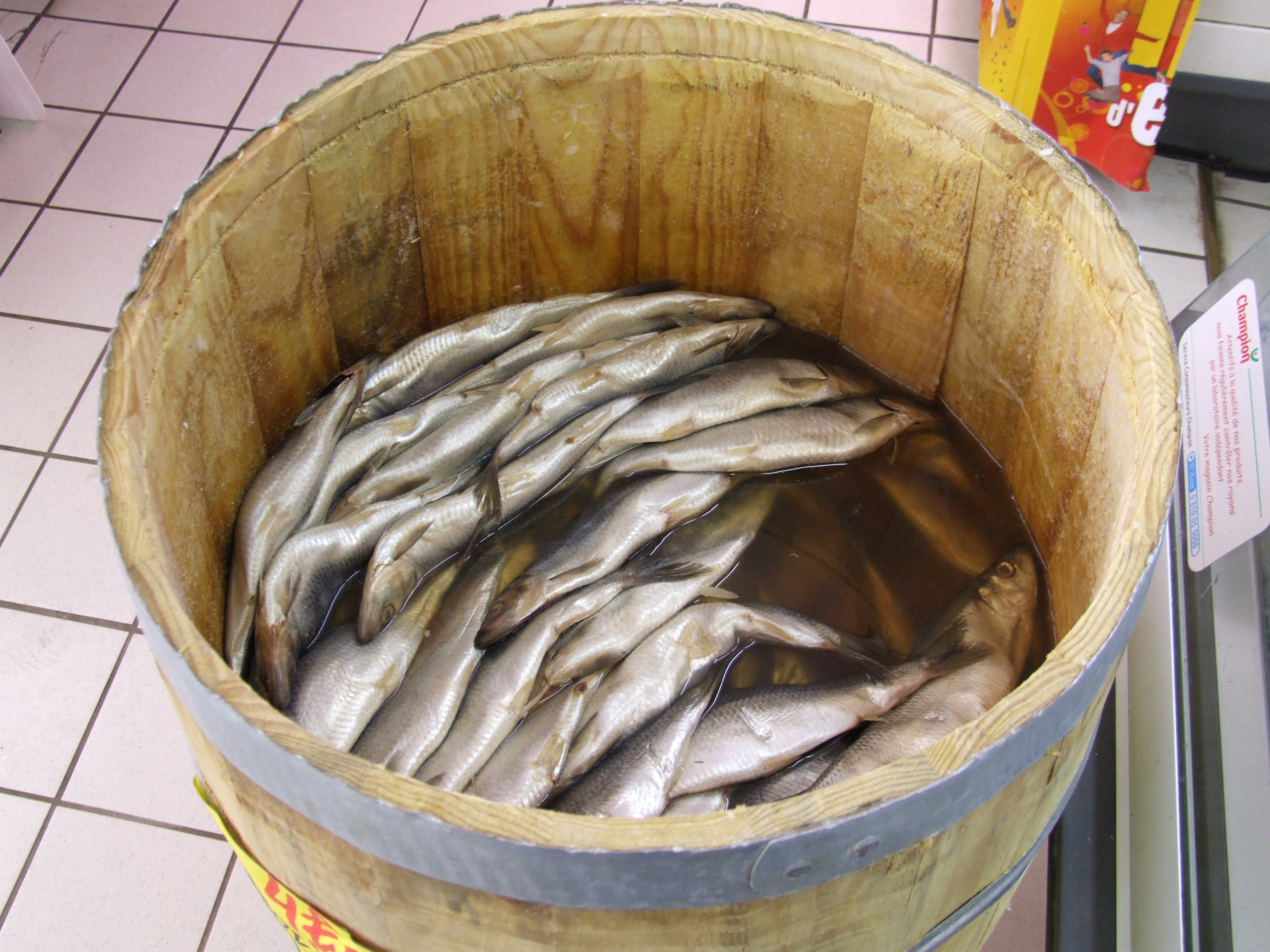
Clupea harengus

O arenque em conserva é um prato muito popular na Europa e tem se tornado um alimento básico da culinária judaica. A maioria dos arenques secos utiliza um duplo processo de desidratação em duas etapas. Inicialmente, o arenque é salgado para a retirada da água. A segunda etapa envolve a retirada do sal e a adição de temperos, tipicamente uma solução de vinagre, sal e açúcar além de ingredientes como pimenta-do-reino, folhas de louro e cebola crua.
Na Escandinávia, quando o processo de conserva está terminado e dependendo do tempero que foi utilizado, ele geralmente é consumido com pão preto, torradas, ou batatas. Este prato é típico do Natal e nas Festividades do Verão onde é consumido acompanhado de bebidas destiladas.
Na Idade Média os neerlandeses desenvolveram um tratamento especial do arenque conhecido em inglês como soused herring.
As conservas de arenque são também comuns na culinária asquenazita, talvez mais conhecida pela salada forshmak.
O arenque em conserva pode também ser encontrado na culinária de Hokkaidō no Japão, onde as famílias reservam grandes quantidades para passar o inverno.

##### Rollmops
A palavra Rollmops, emprestada do alemão, refere-se ao filé enrolado de arenque em conserva (daí o seu nome) em uma forma cilíndrica em torno de um pedaço de pepino ou uma cebola.

#### Fermentado
Na Suécia, o arenque do Báltico é fermentado para se fazer o surströmming.

#### Cru

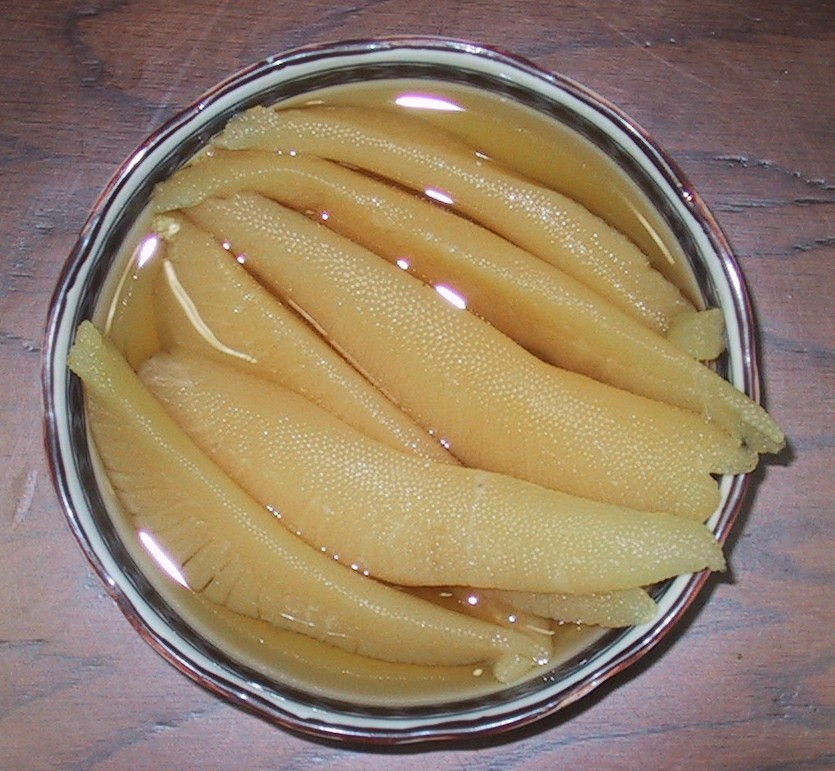
A ova crua do arenque é geralmente usada em sushi ou consumida ao natural.

Um prato típico neerlandês é o arenque cru (Hollandse Nieuwe).  Ele é normalmente servido com cebola crua.  O Hollandse nieuwe está apenas disponível na primavera, quando é realizada a primeira pesca sazonal do arenque.  Isto é comemorado em festivais tais como o Festival do Arenque de Vlaardingen.  Os arenques frescos são congelados e adicionados conservantes para durarem o ano todo.
A utilização da ova crua de arenque, assim como de outros muitos peixes, faz parte integral da culinária do Japão (ver Sushi).

#### Enlatado
O arenque é também enlatado e exportado para muitos países. Um sild é um arenque juvenil que é enlatado como sendo sardinha na Islândia, Suécia, Noruega ou Dinamarca.
Muitos arenques juvenis são chamados de "peixe miúdo" e são consumidos como iguarias (que podem ser enlatados ou preparados de outras formas).

#### Outras formas
Um kipper é um arenque aberto ao meio e defumado, um bloater é um arenque inteiro defumado, sem sofrer nenhum corte ou retirada de suas vísceras, e um buckling é um arenque defumado com as vísceras e a cabeça retiradas. Todos são produtos da culinária britânica. De acordo com George Orwell em The Road to Wigan Pier, o Imperador Carlos V mandou erguer uma estátua para o inventor dos bloaters.
Na Escandinávia, a sopa de arenque é também um prato tradicional.
No sudeste do Alasca, os ramos do tsuga do oeste (Tsuga heterophylla) são cortados e jogados no oceano antes da chegada dos cardumes de arenque. Os ovos fertilizados do arenque ficam presos aos ramos e são facilmente coletados. Depois de serem ligeiramente cozidos, os ovos são retirados dos ramos. Os ovos de arenque coletados dessa maneira são consumidos puros ou em saladas. Este método de coleta faz parte da tradição da tribo ameríndia do grupo Kolosh dos Tlingit.

## O arenque na cultura popular

Arenque no brasão de Scheveningen

Os arenques são motivos para muitas brincadeiras como conseqüência da cena de Monty Python and the Holy Grail, onde os Cavaleiros que dizem Ni pedem ao Rei Artur para "serrar o tronco da maior árvore da floresta com... um arenque".
No Brasil o arenque também é conhecido pelo nome de Hering, especialmente no sul do país, devido a influência da língua alemã na região. Hering também é um sobrenome de origens na Europa Central e muito reconhecido no Brasil devido o nome da marca comercial Hering da Cia. Hering, sediada na cidade de Blumenau, Santa Catarina, que tem como símbolo dois peixes cruzados em X, representando dois arenques.